# Demonassa (Mutter des Glaukos)
Demonassa (altgriechisch Δημώνασσα Demṓnassa) ist laut einem Scholion zu Homers Ilias in der griechischen Mythologie die Gemahlin des Hippolochos, eines Sohnes des Bellerophon. Ihr gemeinsamer Sohn ist Glaukos, König der Lykier und Bundesgenosse der Trojaner im Trojanischen Krieg, der im Kampf um den Leichnam des Achilleus von Aias dem Telamonier getötet wurde.